# 柏法茨D-III戰鬥機
柏法茨D-III雙翼戰鬥機是在第一次世界大戰時由德國柏法茨飛機公司(德文:Pfalz Flugzeugwerke)研製的雙翼戰鬥機，其外表很像另一種德國主力戰鬥機，信天翁公司的信天翁D戰鬥機。
柏法茨公司原是一家在巴伐利亞專門從事金屬零件鑄造的工廠，1913年6月3日開始生產飛機，而在其航空業務當中除了初期仿製過法國的莫蘭-索尼耶H單翼機而成為其柏法茨E單翼戰鬥機，其餘就以代工生產LFG羅蘭公司的飛機，柏法茨D-III戰鬥機是其第一種推出的自家品牌雙翼戰鬥機。

## 基本資料(柏法茨D-IIIa戰鬥機)
- 機長：6.95米
- 翼展：9.4米
- 機高：2.67米
- 空重：695公斤
- 載重：933公斤
- 翼面積：22.17平方米
- 發動機：1俱戴姆勒D-III6汽缸直立型水冷式發動機（馬力=180匹）
- 昇限：5182米
- 最快時速：165公里/小時
- 航程：400公里
- 武裝：2支在發動機上方的7.92毫米口徑IMG-08機槍
- 乘員：1人

## 發展簡史和設計特點

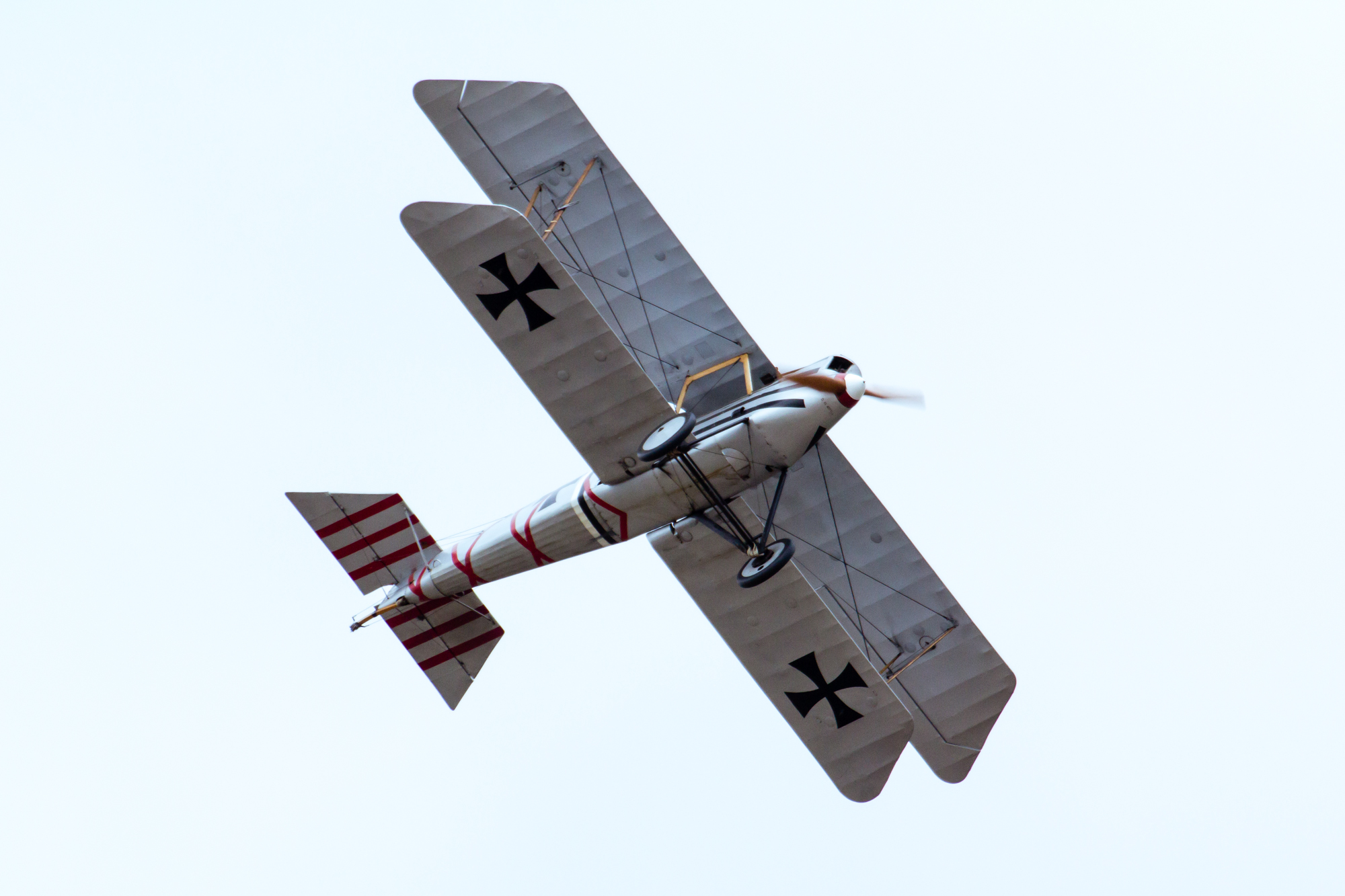
柏法茨D-III戰鬥機的外表和信天翁D戰鬥機很相似

柏法茨D-III戰鬥機的外表和信天翁D戰鬥機很相似，其機身是與之相似的合乎流體力學的水滴形，而其製法是首先造好一個木製骨架，然後再用木夾板製成左右機身再和木製骨架左右結合，其機翼也採用「一翼半」，即是上機翼比下機翼闊，其上機翼和機身之間的支架比較短，這樣減少了空氣阻力和增加了飛行員向上望的視野，其機翼結構強度要比信天翁D戰鬥機要堅固，其連接上下機翼的支架是U形而非V形。
柏法茨D-III戰鬥機和信天翁D戰鬥機相比除了俯衝性能較佳之外，其他的飛行性能例如速度和爬升率等方面皆較差。

## 主要型號
- 柏法茨D-III戰鬥機

基本型
- 柏法茨D-IIIa戰鬥機

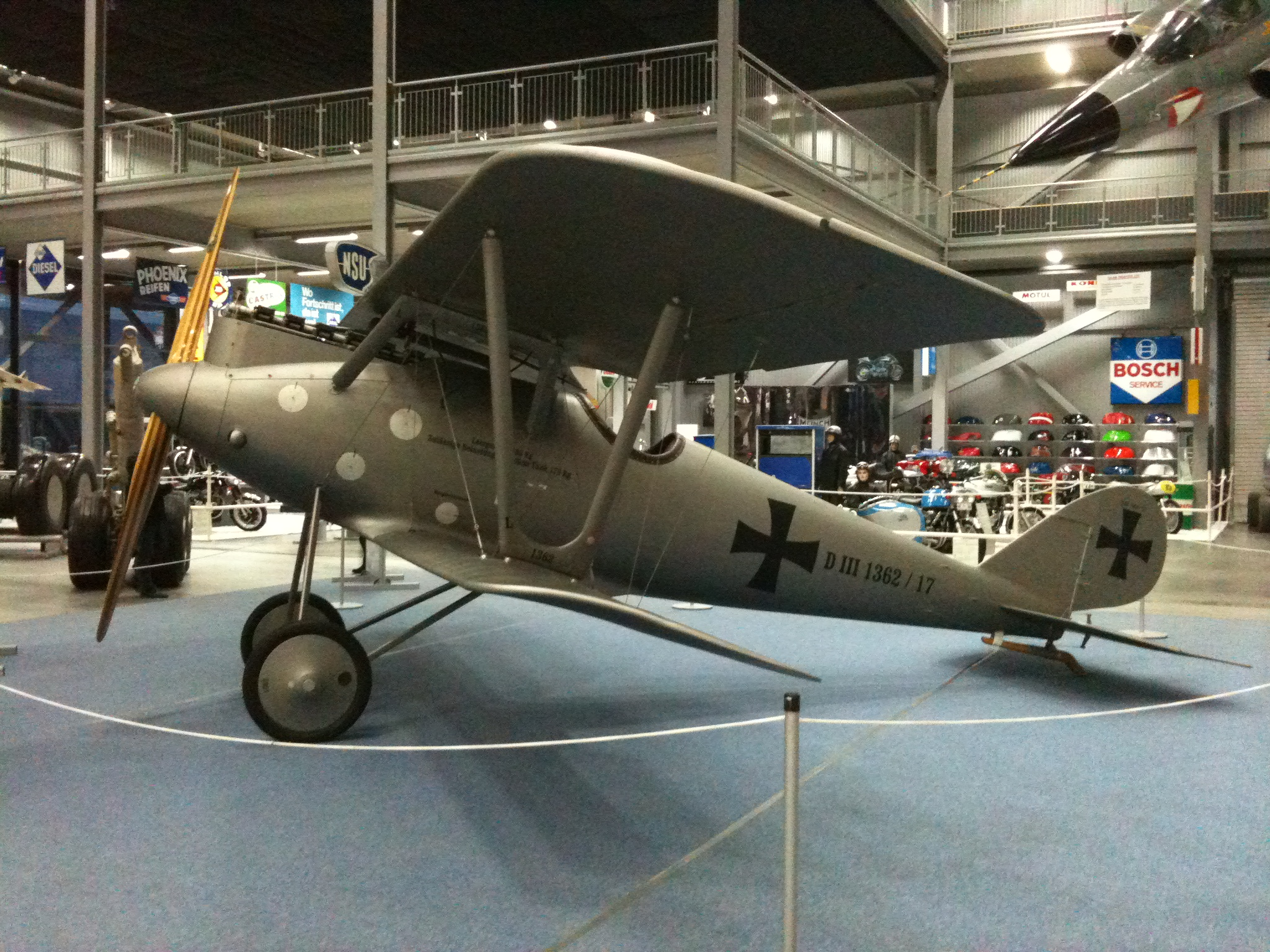
一架保存至今的柏法茨D-III戰鬥機，注意其機尾垂直尾比較矮

把機頭的兩支機槍由原本陷在機頭之內，這是沿自LFG羅蘭的設計但缺點是一旦機槍卡殼將無法拉動機槍拉柄把卡住的彈殼排除，柏法茨D-IIIa戰鬥機為此變成把機槍架在機頭之上，機尾垂直尾翼進一步被加高，這成為分辨柏法茨D-III戰鬥機
和柏法茨D-IIIa戰鬥機最明顯的外貌特徵

## 實戰
由1917年8月開始，柏法茨D-III戰鬥機陸續裝備各德國空軍狩獵中隊尤其是主要由來自巴伐利亞飛行員組成的第16、第23、第76和第77中隊。
1917年10月2日，第10中隊隊長漢斯·克萊因駕駛著柏法茨D-III戰鬥機擊落了一架英軍戰鬥機，這是柏法茨D-III戰鬥機第一個戰果，在康布雷戰役期間柏法茨D-III戰鬥機和協約國戰鬥機作戰，由於柏法茨D-III戰鬥機有著良好的俯衝性能而能以此招擊落敵方觀察汽球，柏法茨D-III戰鬥機被一直使用至1918年夏天。

## 流行文化

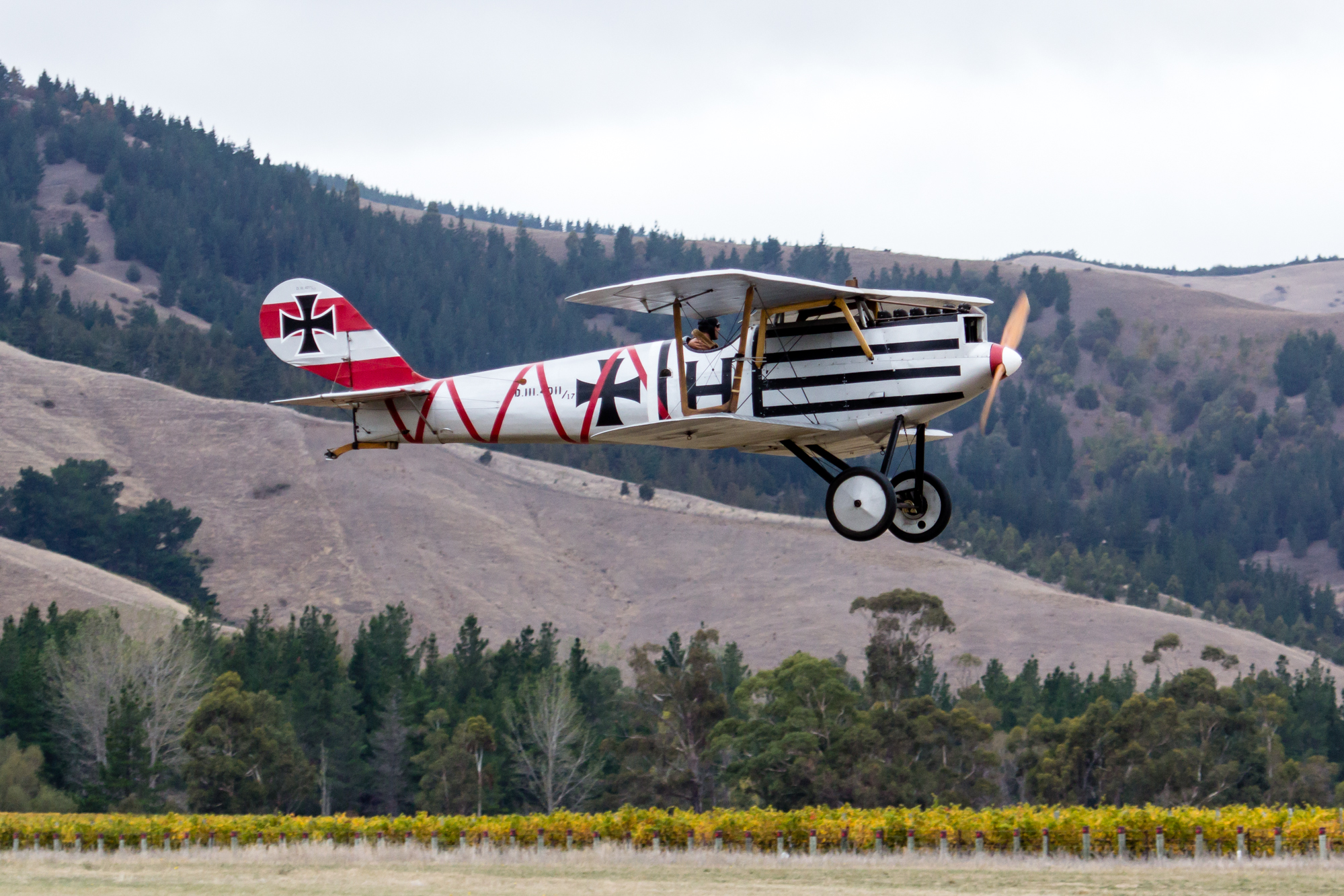
曾參演眾多電影的柏法茨D-III戰鬥機其實是用虎蛾式教練機改裝的仿製品

1966年為了拍攝電影藍徽特攻隊而把一架虎蛾式教練機改裝成柏法茨D-III戰鬥機，該機後來也參演其他第一次世界大戰的電影，例如1971年的里希特霍芬與布朗

## 使用國家
- 德意志帝國
- 奥斯曼帝国